# Luis Planas Puchades
Luis Planas Puchades (València, 20 de novembre de 1952) és un polític valencià del PSOE, ministre d'Agricultura, Pesca i Alimentació des de l'any 2018. És llicenciat en Dret, premi extraordinari de Llicenciatura, va exercir d'inspector de treball i de la Seguretat Social abans d'esdevenir polític. També va exercir d'ambaixador d'Espanya al Marroc entre 2010 i 2011. Està casat i té dos fills.

## Biografia
Va néixer a València, fill del manresà Lluís Planas i Martí que es desplaçà a València el 1936, l'any en què el seu germà, el periodista Josep Maria Planes Martí, fou assassinat per un escamot anarquista
El 1980 ingressa per oposició a la Inspecció de Treball i és destinat a Còrdova. En les eleccions generals espanyoles de 1982 fou escollit diputat a Corts per Còrdova. Durant aquesta etapa es destaca que va ser membre de la Comissió Constitucional i de la Comissió d'Afers exteriors, portaveu del Grup Parlamentari Socialista sobre Assumptes Europeus i membre del Comitè Mixt Corts Generals-Parlament Europeu.
Fou elegit diputat a les eleccions al Parlament Europeu de 1987 i de 1989. Aquí és membre de la comissió d'Afers exteriors i de la comissió d'Assumptes Institucionals i membre de la delegació per a la relació amb el Congrés dels EUA. Serà vicepresident de la comissió d'Afers exteriors (1987-1989) i vicepresident del Grup Socialista Europeu (1991-1993).
En 1993, Manuel Chaves González el nomena conseller d'Agricultura i Pesca de la Junta d'Andalusia i a l'any següent conseller de la Presidència de Junta d'Andalusia i membre del Comitè de les Regions de la Unió Europea. Durant aquesta etapa serà també diputat per Còrdova al parlament d'Andalusia. L'any 1996 fou nomenat senador a Corts per designació autonòmica.
A la fi d'aquest mateix any torna a Brussel·les com a director de Gabinet del Vicepresident de la Comissió Europea Manuel Marín. És responsable de les relacions amb el Mediterrani, Amèrica Llatina i Àsia.
Des de 1999 a 2004 és nomenat director del Gabinet del Comissari de la Comissió Europea, Pedro Solbes, responsable d'assumptes econòmics i monetaris. El 2004, després de les eleccions generals espanyoles de 2004, és nomenat ambaixador d'Espanya al Marroc